# 冕服

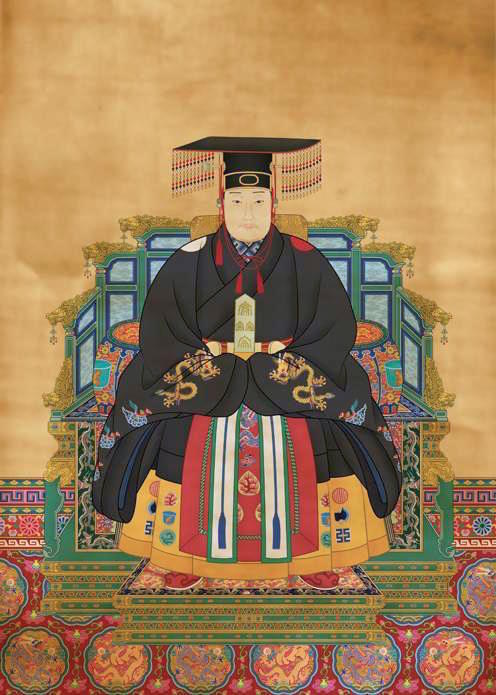
明朝萬曆帝著冕服御像

冕服是漢服的一種，爲中国古代（含东亚一些地区的某些历史时间段）男性最高等级的礼服名称。主要由冠（冕冠）、上衣（一般为玄色，即黑色）、下裳（一般为纁色，即浅红色。亦有朝代用黄色）、舄等主体部分及蔽膝、绶、佩等其他配件相构成。

## 冕服等级
周制冕服等级从高到低分为六种，主要以冕冠上“旒”的数量、长度与衣、裳上装饰的“文章”种类、个数等内容相区别，但都是黑色上衣配红色下裳，即所谓的玄衣裳。
周礼六冕（注：此六冕之制，后世各代多不完全照搬）：
1. 大裘冕：王祀昊天上帝所用，配十二旒冕冠，大裘、玄衣裳。上衣绘日、月、星辰、山、龙、华虫[3]六章纹，下裳绣藻[4]、火、粉米、宗彝[5]、黼[6]、黻[7]六章纹，共十二章，因此又称十二章服。
2. 衮冕：王之吉服，配九旒冕冠，玄衣裳，衣绘龙、山、华虫、火、宗彝五章纹，裳绣藻、粉米、黼、黻四章纹，共九章。
3. 鷩冕：王祭先公、飨射所用，配七旒冕冠、玄衣裳，衣绘华虫、火、宗彝三章纹，裳绣藻、粉米、黼、黻四章纹，共七章。
4. 毳冕：王祀四望山川所用，配五旒冕冠、玄衣裳，衣绘宗彝、藻、粉米三章纹，裳绣黼、黻二章纹，共五章。
5. 冕：王祭社稷、先王所用，配四旒冕冠、玄衣裳，衣绣粉米一章纹，裳绣黼、黻二章纹。
6. 玄冕：王祭群小即祀林泽坟衍四方百物时所用，配三旒冕冠、玄衣裳，衣无章纹，裳绣黻一章纹。

按《周礼》，群臣亦皆服冕：
1. 公之服：自衮冕以下如王之服。
2. 侯伯之服：自鷩冕以下如公之服。
3. 子男之服：自毳冕以下如侯伯之服。
4. 孤之服：自絺冕以下如子男之服。
5. 大夫之服：自玄冕以下如孤之服。

## 冕服沿革
冕服之制，传说殷商时期已有，至周定制规范、完善，自汉代以来历代沿袭，源远流长，虽冕服的种类、使用的范围、章纹的分布等等屡有更定、演变，各朝不一，情况较为繁复，但冕服制度一直沿用到明，至清朝建立，清朝皇帝不再采用冕服，冕服制度在中国亦随之终结，但冕服上特有的“章纹”自清乾隆时期起仍饰于皇帝礼服、吉服等服饰上，民国三年定制的“祭祀冠服”亦将“章纹”施于上衣圆补，作为区分等级的标志。据清史稿舆服二记载，皇帝衮服，“色用石青，绣五爪正面金龙四团，两肩前后各一。其章左日、右月，万寿篆文，间以五色云。春、秋棉、袷，冬裘、夏纱惟其时。 ”
历史上除中国外，冕服在东亚地区的日本、朝鲜、越南等汉字文化圈国家中亦曾做为国君、储君等人的最高等级礼服。

## 冕服的具体形制、构成要件
因各朝各國均有不同定制，情况较复杂，而目前記述最完整者，為明代皇帝衮冕。
明代皇帝衮冕，共有冕冠（冕旒）、玉圭、衮服、中单、蔽膝、玉佩、大带、大绶、舄，共九項所組成。
1957年，北京昌平明神宗的定陵出土有明代冕服上的冕冠、裳、中单、蔽膝、绶、佩、大带等各部分，但唯独缺少上衣，故中国到目前为止尚未发现有完整的冕服实物。
明代皇帝只用衮冕，废除其余五冕，为十二旒冕十二章服，用於郊祀祭天地、宗庙、社稷、先农等吉禮，以及正旦、冬至、圣节、册拜等嘉禮。皇太子用九旒冕九章服、親王同用九旒冕九章服，親王世子用八旒冕七章服、郡王用七旒冕五章服，郡王長子則止用朝服。朝鲜国王，特許用九旒冕九章服。唯皇帝與皇太子的袞服，為玄衣纁裳（嘉靖八年改玄衣黃裳），親王以降的袞服為青衣纁裳。
明代皇帝衮冕之制（万历重修《大明会典》卷六十载有洪武十六年、洪武二十六年、永乐三年、嘉靖八年四次制定的皇帝衮冕制度，摘录永乐三年与嘉靖八年二制）：
永乐三年定：
冕冠，十有二旒，冠以皂纱为之，上覆曰綖。，桐板为质，衣之以绮，玄表朱里，前圆后方。广一尺二寸，长二尺四寸。 前后各十有二旒，每旒各五采缫，十有二就，贯五采玉珠十二，赤、白、青、黄、黑相次，以玉衡维冠，玉簪贯纽，纽与冠武，并繫缨处，皆饰以金，綖以左右垂黈纩充耳【用黄玉】，繫以玄紞，承以白玉瑱，朱紘。
玉圭，长一尺二寸，剡其上，刻山四，盖周禮“镇圭”之制，以黄绮约其下，别以袋韬之，金龙文。
衮服十有二章。玄衣八章：日、月、龙、在肩，星辰、山、在背，火、华虫、宗彝在袖【每袖各三】，皆织成，本色领褾襈裾；纁裳四章：织藻、粉米、黼、黻、各二，前三幅、后四幅，前后不相属、共腰，有襞积，本色綼裼。
中单，以素纱为之，青领褾襈裾，领织黻文十三。
蔽膝，随裳色，四章：织藻、粉米、黼、黻各二，本色缘，有紃施于缝中，其上玉钩二。
玉佩二，各用玉珩一、瑀一、琚二、冲牙一、璜二，瑀下有玉花，玉花下又垂二玉滴。瑑饰云龙文、描金。自珩而下繫组五，贯以玉珠，行则冲牙二滴，与璜相触有声，其上金钩二。有二小绶，六采，以副之，六采：黄、白、赤、玄、缥、绿，纁质。
大带，素表朱里，在腰及垂皆有綼，上綼以朱、下綼以绿，纽约用素组。
大绶，六采：黄、白、赤、玄、缥、绿，纁质，小绶三色同大绶，间施三玉环，龙文。皆织成。
袜、舄、皆赤色，舄用黑絇纯、以黄饰舄首。
嘉靖八年定：
冠制：以圆匡乌纱冒之，冠上有覆板，长二尺四寸、广二尺二寸、玄表朱里、前圆后方。前后各七采玉珠十二旒，以黄、赤、青、白、黑、红、绿、为之。玉珩、玉簪导、朱缨、青纩充耳、缀以玉珠二。凡尺皆以周尺为度。
衣：玄色，凡织六章：日、月在肩，各径五寸；星山在后；龙、华虫在两袖。长不掩裳之六章。
裳、黄色，为幅七：前三幅、后四幅，连属如帷。凡绣六章，分作四行：火、宗彝、藻、为二行、米、黼、黻、为二行。
中单，素纱为之。青缘领、织黻文十二。
蔽膝，随裳色，罗为之。上绣龙一、下绣火三、繫于革带。
大带，素表朱里，上缘以朱、下以绿。不用锦。
革带，前用玉，其后无玉，以佩、绶繫而掩之。
圭，白玉为之，长尺二寸，剡其上，下以黄绮约之，上刻山形四。盛以黄绮囊，藉以黄锦。
朱袜、赤舄，黄絛缘、玄缨结。

## 冕服传播

### 朝鲜

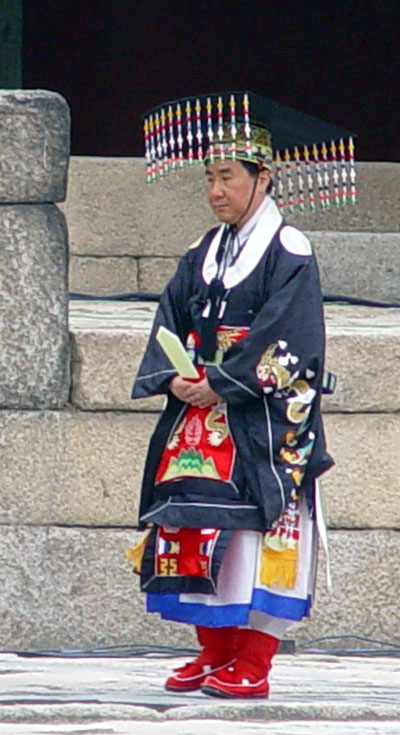
朝鮮王朝家族首領李源在宗廟祭禮中穿著大韓帝國時期的十二章冕服

高麗時期，高麗國王曾接受中國皇帝所赐予的冕服，在《高麗史》等史籍中，記载有高麗文宗十九年（1065年）國王、世子从遼獲赐冕服直到高麗末期恭愍王十九年（明洪武三年，1370年）獲赐冕服的數次記載，史书中对于这些冕服有的是简单排列有构成要件，有的記載較詳细。
朝鲜王朝時期，朝鲜國王使用明代親王等級的九章冕服，明代時由宗主國中國赐予，其制為上衣青色，飾五章：龍在兩肩，山在背部，火、華蟲和宗彜在兩袖，此三章每袖自上而下各三；下裳纁色，飾四章：藻、粉米、黼、黻，每章各二，另有大带、蔽膝、佩、绶等配件。王世子亦曾獲赐七章冕服。赐予國王等人冕服的敕書可見《朝鲜王朝實錄》的有關章節。朝鲜典籍《國朝五禮儀》中載有根據永樂元年欽赐九章冕服之制、景泰元年欽赐七章冕服之制繪制的分解圖，類似相關圖像亦見于《世宗大王實錄》等書中。明代赐予的冕服並非“量體裁衣”，合身與否皆需穿用。冕服在朝鲜中後期有其自身的發展，並不完全與明代制度相吻合。
大韓帝國時期，國王高宗稱帝，遂改為皇帝等級的十二章冕服，大體依照《明會典》皇帝衮冕的嘉靖八年制度設計，其在今日韓國的某些場合，如首爾的宗廟大祭中仍能見到（現今所用與明代制度亦有一定的距離）。

### 日本

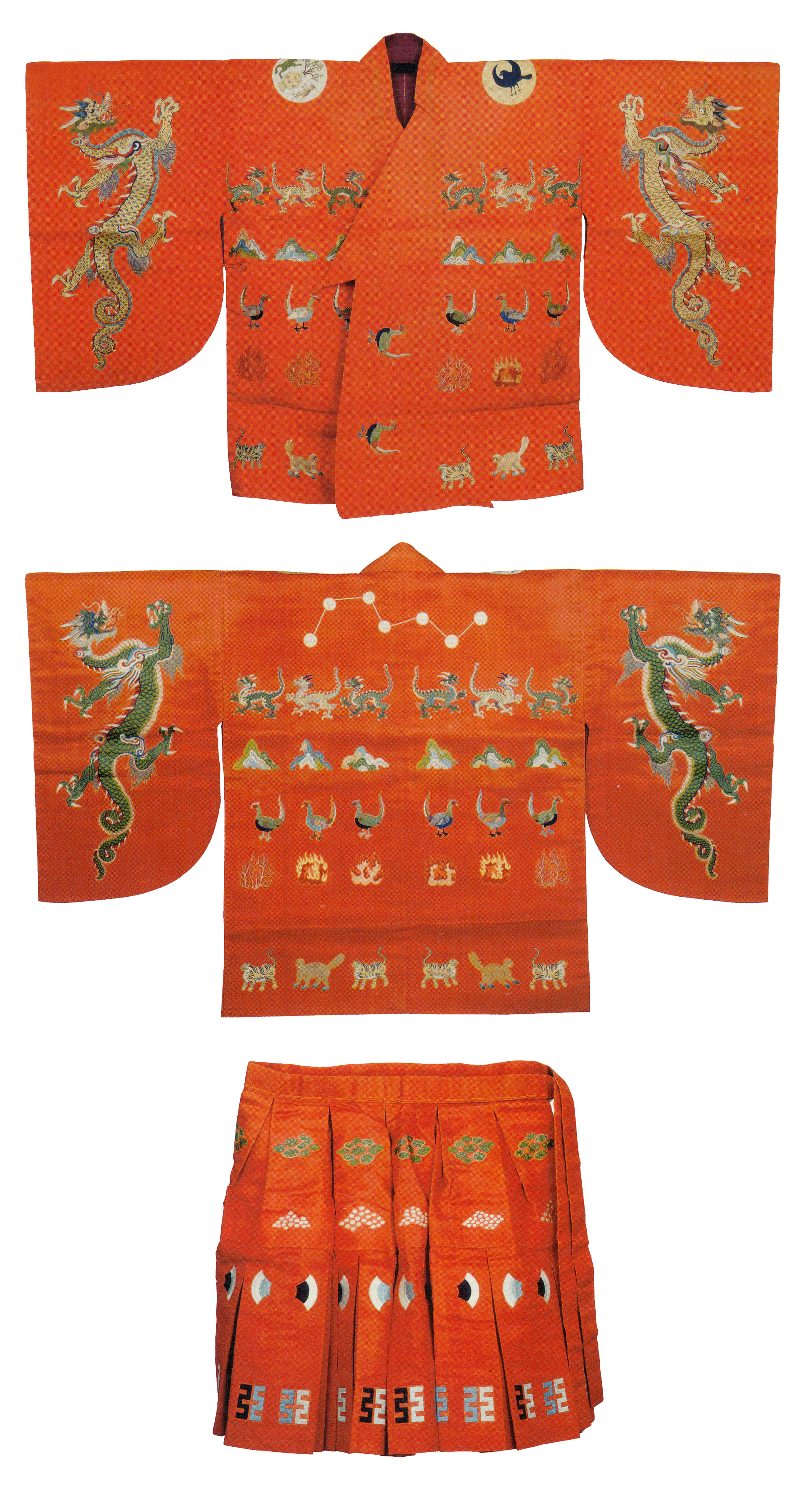
孝明天皇的冕服

随着遣唐使的派遣，冕服很快传入日本。在文武天皇大宝元年（701年）发布的大宝律令中，明确规定天皇在正式场合需采用类似十二章冕服的“衮龙御衣”。但在元正天皇养老二年（718年）修改后颁布的养老律令中，相关的服装要求又被删除，天皇在正式场合的礼服又恢复为传统白衣。
据《续日本志》记载，圣武天皇在天平四年（732年）正月首次在正式仪式上以冕服为礼服。此后，冕服最终被确定为日本正式礼服。但由于平安时代以来日本天皇逐渐失去实权，着冕服的场合仅被限定在了元旦的朝贺礼以及即位礼中，此后元旦朝贺礼甚至一度被搁置废止，天皇仅在即位礼上穿着冕服。
明朝永乐三年，幕府将军足利义满遣使向明成祖朝贡，明成祖封其为“日本国王”，并赐予包括九章冕服在内的许多礼物。其后，在文祿慶長之役之中，明朝政府试图同丰臣秀吉谈判时，亦曾赐予其七旒皮弁冠和五章皮弁服，其臣下德川家康等次等冕服，丰臣秀吉对此服装亦一度表示接受。
明治维新之后，冕服制度因种种原因在日本被废除，取而代之的则是自平安时代以来传承至今的天皇御服·“黄栌染御袍”。
日本的宫内厅现仍收藏有一套孝明天皇的十二章冕服，分为上衣、下裳，衣、裳均为赤色。

### 越南

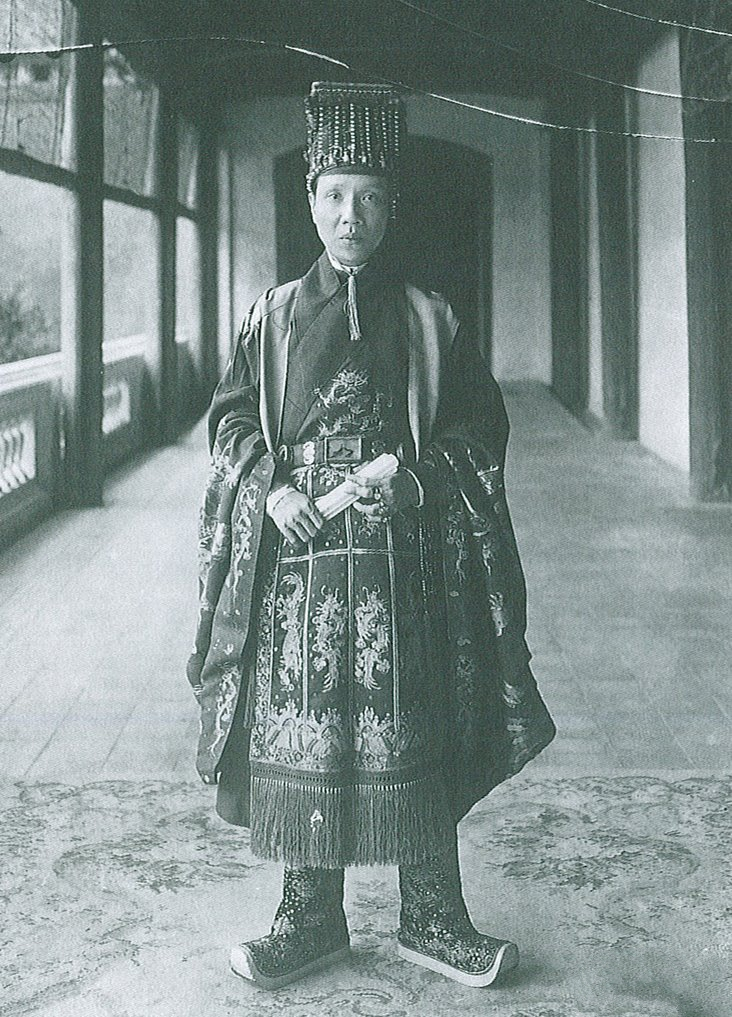
阮朝啟定帝冕服像

越南自立后继承了冕服，根据《大南典例撮要畧新編·禮例》记载：郊祀冕用上方下圆订万寿金字或天地字，金龙云形火焰垂天文远墙莲花云朵，前后左右垂旒二十六。黄丝垂腰，嵌饰并用珊瑚玻璃珍珠金粒。衮衣天青纯线光素凉纱绣日月星辰山龙花虫，垂旒袖口绣龙云。领绿八丝缎绣亚字，里白帛。裳黄纱绣藻火粉米黼黻宗彝并古图八宝回连藤文水波。缘绿宝蓝莲花锦，里黄色南纱，继衣白色帛。革带一包正黄八丝，结白玉方样一片。盾样六片，外各色黄金。袜与大朝同。靴用乌丝绣龙云连藤火焰并金线回文结珍珠珊瑚钻石各项玉粒。